# Clase 406
Clase 406 è una telenovela messicana divisa in quattro stagioni prodotta da Televisa e mandata in onda su Canal de las estrellas. Il serial è un remake della telenovela colombiana Francisco el Matemático, trasmessa nel 1999. Vengono trattati i problemi dei ragazzi, come il sesso, l'alcol, la droga, amori e delusioni.
Al serial partecipano attori che hanno recitato più volte con Televisa, come Anahí, Dulce María, Christian Chávez e Alfonso Herrera (tutti componenti dell'ex band RBD).
Parallelamente allo show si è creata una band chiamata La Quinta Estacion. Il cast ha ricevuto molta attenzione dai media in Messico.

## Cast

### Tutte le stagioni
- Sherlyn: Gabriela 'Gaby' Chávez
- Aarón Díaz: Enrique 'Kike' González
- Juan Chavez: Armando 'Mando' Torres
- Dulce María: Marcela 'Marce' Mejía
- Alfonso Herrera: Juan David 'Juancho' Rodríguez Pineda
- Grettell Valdez: Daniela 'Dani' Jiménez Robles
- Christian Chávez: Fernando 'Fercho' Lucena
- Karla Cossío: Sandra Paola Rodriguez Pineda
- Francisco Rubio: Carlos 'El Caballo' Muñoz
- Rafael Inclan: Don Ezequiel Cuervo Dominguez

### Solo stagione 1
- Pablo Magallanes: Hugo Salcedo
- Liuba De Lasse: Cindy Diez
- Imanol: Alejandro 'Alex' Acero Pineda
- Dylan Obed: Harrison Lucena
- Manuel Landeta: Gonzalo

### Stagione 1 e 2
- Jorge Poza: Francisco Romero
- Irán Castillo: Magdalena 'Magdis' Rivera
- Alejandra Barros: Adriana Pineda Suarez/Angela Pineda Suarez
- Tony Dalton: Dagoberto 'Dago' Garcia
- Julio Camejo: Douglas Cifuentes

### Stagione 1, 2 e 3
- Alexa Damian: Ana Maria Londono
- Beatriz Moreno: Blanca Ines 'Blanquita' Beteta (La Secre)
- Maria Fernanda Garcia: Marlen Rivera
- Felipe Najera: Dionisio Nino Infante

### Solo stagione 2
- Susan Vohn: Silvia

### Stagione 2 e 3
- Sebastián Rulli: Juan Esteban San Pedro
- Fabian Robles: Giovanni Ferrer Escudero
- Arap Bethke: Antonio "Chacho" Mendoza Cuervo

### Stagione 2, 3 e 4
- Frantz Cossío: Alfredo "Freddy" Ordoñez (El Consentido/gay)
- Sara Maldonado: Tatiana Del Moral (La Tatis)
- Aracely Rodriguez: Clara Betancourt
- Samantha Lopez: Alejandra Barbosa

### Solo stagione 3
- Francisco Gattorno: Santiago Cadavid/Luis Felipe Villasana
- Michelle Vieth: Nadia Castillo Bojorquez
- Miguel Rodarte: Leonardo "Leo" Nava
- Ali Shai Gomez: Chuly Nava

### Stagione 3 e 4
- Anahí: Jessica Riquelme Drech
- Juan Carlos Colombo: Jorge Riquelme
- Luis Fernando Peña: Pedro Martinez
- Jorge De Silva: Luigi
- Francesca Guillen: Samsara Najera/Paloma

### Solo stagione 4
- Karla Luengas: Pilar "Pili" Reyna
- Miguel Loyo: Mauricio Pereira
- Armando Hernandez: Cipriano Goytisolo "El Alebrije"
- Andres Montiel: Eleazar Espinoza

## Musica
- ¿Dónde Irán? di La Quinta Estación
- Clase 406 di Caos
- Karma Escolar di Clase 406
- Dos Enamorados di  Clase 406 (cantato da Dulce María e Christian Chávez)
- Cuando Me Miras Así di Cristian Castro